# Saison 2 de Kuruluş: Osman
Chronologie
Saison 1 Saison 3
Cet article présente le guide de la deuxième saison de la série télévisée turque Kuruluş: Osman.

## Distribution

### Acteurs principaux
- Burak Özçivit : Osman Bey
- Özge Törer : Râbi'a Bala Hâtun (tr)
- Yiğit Uçan : Boran Alp
- Burak Çelik : Göktug Alp
- Ragıp Savaş : Dündar Bey
- Erkan Avcı : Aya Nikola
- Kanbolat Görkem Arsalan : Saru Batu Savcı Bey

### Acteurs récurrents
- Tamer Yiğit : Ertuğrul Gazi
- Didem Balçın : Selçan Hatun[1]
- Yıldız Çağrı Atiksoy : Malhun Hatun
- Mert Turak : Petrus / Süleyman[2]
- Seray Kaya : Lena Hatun
- Seçkin Özdemir : Commandant Flatyos
- Umut Karadağ : Muzaffereddin Yavlak Hasan[3]
- Çağrı Şensoy : Cerkutay
- Seda Yıldız : Sheikh Edébali
- Buse Arslan Akdeniz : Aygül Hatun
- Yeşim Ceren Bozoğlu : Hazal Hatun
- Nurettin Sönmez : Bamsı Beyrek[1],[4]
- Emre Basalak : Gündüz Bey
- Celal Al Nebioğlu : Abdurrahman Gâzi
- Bahtiyar Engin : David / Çömlekçi İdris
- Zeynep Tuğçe Bayat : Targun Hatun
- Ahmet Yenilmez : Demirci Davud[5]
- Maruf Otajonov : Gaykhatu
- Emin Gürsoy : Kumral Abdal
- Zabit Samedov : Gence Bey
- Oğuz Kara : Ahmet Alp
- Yağızkan Dikmen : Bayhoca Bey[6]
- Ayşen Gürler : Helen
- Ömer Ağan : Saltuk Alp
- Atilla Guzel : Ayaz Alp
- Tolga Accaya : Dumrul Alp
- Tekin Temel : Christopher / Abdullah
- Fatih Ayhan : Baysungur Alp
- Çağlar Yalçınkaya : Sartaç Alp
- Ahmet Kılıç : Zülfikar Derviş
- Emel Dede : Gonca Hatun
- Sezanur Sözer : Eftalya
- Kahraman Sivri : Ariton Üsta
- Tekin Temel : Simon / Melik
- Abidin Yerebakan : Akça Derviş

### Invités
- Ekrem İspir : Möngke
- Alper Düzen : Hasan Bey
- Yıldız Kültür : Şifacı Rabi'a Ana
- Gokmen Bayraktar : Kuzgun Bey
- Hâzım Körmükçü : Tekfur Alexis
- Murat Ercanlı : İnal Bey
- Şahin Ergüney : Ömer Bey
- Funda Güray : Aksu Hatun

## Résumé de la saison
Aya Nikola est envoyée pour devenir le nouveau Tekfur d'İnegöl suivi du retour d'Ertuğrul dans la tribu. Pendant ce temps, Muzaffereddin Yavlak Hasan, le nouvel Uç Bey, cherche à créer son propre État et voit Osman comme un obstacle, plus tard ils s'unissent contre la nouvelle menace créée par le nouveau Han de l'İlhanlı (trad. Ilkhanat de Perse), qui s'allie avec Nikola contre les Turcs d'Anatolie. Bala fait également face à l'arrivée de Targun, l'espionne de Nikola qui s'allie à Osman pour sauver son père, İnal Bey. Parallèlement à ces problèmes, Osman est élu nouveau Bey après la mort de son père.

## Production
La saison a été écrite et produite par Mehmet Bozdağ et dirigée par Metin Günay. Il a été filmé dans un plateau situé à Riva, Beykoz (tr).

### Casting
Dans Diriliş: Ertuğrul, Ertuğrul est interprété par Engin Altan Düzyatan. Bozdağ a déclaré qu'il y aurait une surprise à propos de ce personnage (Ertuğrul) tandis qu'Engin Altan Düzyatan a également déclaré qu'il pourrait donner une surprise dans la série. Il est très probable qu'il puisse apparaître plus tard dans certains rêves (comme Süleyman Şah) ou apparaître dans un flashback. On a d'abord pensé qu'Ertuğrul apparaissait dans la saison 1, puis quand il n'est pas apparu, on pensait toujours qu'il était joué par Engin Altan mais qu'il apparaîtrait dans la saison 2. D'autres rumeurs ont indiqué qu'Ediz Hun jouerait son rôle,. L'apparence du personnage a été confirmée à ce stade. Puis, lorsque la première bande-annonce est sortie, il a été confirmé que Tamer Yiğit jouerait le rôle d'Ertuğrul Gazi.

### Musique
Le thème musical est de Zeynep Alasya. Alpay Göktekin, qui a composé la musique de thème pour la saison précédente, est mort le 5 mai 2020,, donc ne pouvait composer la musique pour la première saison de la série.

### Accueil
Mehmet Bozdağ affirme que la série a également été un grand succès en Albanie, il a déclaré que la série était « l'émission télévisée la plus regardée du pays ». En Albanie, la série s'appelle Osmani,. Les médias pakistanais ont également commenté le succès de la saison, Bol a titré leur article comme « Le premier épisode brise tous les records ».
En 2020, le ministre fédéral pakistanais de la science et de la technologie, Fawad Chaudhry, a rencontré Burak Özçivit lors de sa visite du plateau du tournage avec sa famille,. On ne sait pas quand il a rencontré l'acteur turc mais il est probable que c'était après qu'Osman soit devenu Bey des Kayı en raison de la tenue de Burak.

## Épisodes
1. Fondation Osman Nouvelle saison (Kuruluş Osman Yeni Sezon)[18]
2. Laisse notre état exister (Devletimiz Var Olsun)[19]
3. Temps de jouet (Toy Zamanı)[20]
4. Notre raison d'être (Varlık Gayemiz)[21]
5. Route vers la pomme rouge (Yol Kızıl Elmaya)[22]
6. Épopée de la résurrection (Diriliş Destanı)[23]
7. Heure d'établissement (Kuruluş Zamanı)[24]
8. Notre amour pour la patrie (Vatan Sevgimiz)[25]
9. Fondation (Kuruluş)[26]
10. Victoire du Turc (Türkün Zaferi)[27]
11. Il est temps de devenir un grand État (Büyük Devlet Olma Vakti)[28]
12. Le sultan des vétérans s'en va (Gaziler Sultanı Gidiyor)[29]
13. Bey Osman (Bey Osman)[30]
14. Le coût de la trahison (İhanetin Bedeli)[31]
15. Ottomans (Osmanlılar)[32]
16. Bannière de conquête (Fetih Sancağı)[33]
17. Nous donnons la vie, nous n'avons pas de dortoir (Can Verir Yurt Vermeyiz)[34]
18. De la victoire à la victoire (Zaferden Zafere)
19. Les traîtres seront nettoyés (Hainler Temizlenecek)
20. Dortoir des martyrs (Şehitler Yurdu)
21. Le héros donne la vie (Kahraman Can Verir)
22. Si nous sommes l'unité (Birlik Olursak)
23. Nous sommes sur les traces du suspect (Şühedanın İzindeyiz)
24. Fin de la victoire sur la route (Yolun Sonu Zafer)
25. Osman Bey (Osman Bey)
26. Traître sans pitié (Hain Merhamet Olmaz)
27. La victoire est votre droit (Zafer Hakkındır)
28. Justice turque (Türkün Adaleti)
29. Pour notre état (Devletimiz İçin)
30. Il y a de la miséricorde ensemble (Birlikte Rahmet Var)
31. Osman Bey (Osman Bey)
32. Il est temps d'être un (Bir Olma Vakti)
33. Bamsı Bey (Bamsı Bey)
34. Ottomans (Osmanlılar)
35. La victoire est à nous (Zafer Bizimdir)
36. Le cas du Turc (Türkün Davası)
37. Avant la mort du dernier Turc (Son Türk Ölmeden)